# Aaliyah Brown
Aaliyah Brown, född 6 januari 1995, är en amerikansk friidrottare. Hon sprang förstasträckan i finalen när USA blev världsmästare på 4x100 meter vid världsmästerskapen i friidrott 2017.

### Fotnoter
1. ↑  ”Athlete profile Aaliyah Brown”. iaaf.org. IAAF. https://www.iaaf.org/athletes/united-states/aaliyah-brown-256826. Läst 14 augusti 2017.
2. ↑  "IAAF WORLD CHAMPIONSHIPS LONDON 2017 - 4X100 METRES RELAY WOMEN". Läst 12 augusti 2017. (engelska)